# Alchemilla giewontica
Alchemilla giewontica — вид квіткових рослин з родини трояндових (Rosaceae). Ареал: Південна Польща (Татри), Словаччина (відомості непевні).